# Caminos de Santiago en Europa

## España
En España, la labor de las Asociaciones de Amigos de Santiago y de las Administraciones ha sido ingente desde la década de 1990 y en 2018 se cuenta con una extensa red de caminos que, partiendo de numerosas zonas del país, permiten acceder al clásico Camino de Santiago. Además de estos, también existen los que llegan directamente a Compostela sin conectar con el anterior. La Federación Española de Asociaciones del Camino de Santiago los tiene numerados y los que son diferentes al Camino Francés los agrupa por áreas geográficas. En su página web ofrece una detallada información de cada uno, con su historia, cartografía general y detallada, la división en etapas —incluyendo las posibles variantes—, así como una relación de las poblaciones por donde pasan indicando los km restantes a Santiago y los servicios que se pueden encontrar, especialmente los alojamientos.
Cada uno de los caminos es cuidado por las Asociaciones de Amigos existentes en las áreas geográficas por donde discurren. Sus integrantes se encargan de manera desinteresada y altruista, de establecer su trazado, marcarlo y señalizarlo así como procurar que exista una mínima infraestructura de alojamiento que cubra todo el recorrido. Cuentan con una cartografía realizada por el I.G.N. que, desde 1965, ha ido editando mapas con esta temática. El último de ellos apareció en 2014 y mostraba los caminos en España a escala 1:1250 000 y numerados del 1 al 34 si bien, para 2018, la numeración ha sido ampliada —del 1 hasta el 46— y en algunos casos, cambiada.

### Rutas jacobeas en Galicia

La Federación Española agrupa como caminos de Galicia varias rutas entre las que destacan el «Camino inglés» y el «Camino portugués».

La Federación Española agrupa dentro de Galicia una serie de rutas jacobeas entre las que, una de ellas, tiene la particularidad de que no se dirige a Santiago de Compostela, sino que comienza en ella.
La primera ruta en señalizarse —en 1992— dentro de este ámbito fue el «Camino Portugués». Aunque este comienza en Lisboa, la parte española de él se inicia en Tuy, situado en la frontera con el país vecino y punto de cruce del río Miño. Tiene un recorrido de 115 km hasta Santiago y discurre junto al cauce del río Louro hasta algunos km antes de llegar a Redondela. En esta población recibe al «Camino Portugués de la costa» que llega desde La Guardia. Continúa, entonces, junto a la ría de Vigo y posteriormente por el valle del río Tomeza hasta Pontevedra. Prosigue por Caldas de Reyes hasta Padrón —la histórica Iria Flavia— y continúa hasta Compostela, donde entra por el sur. Esta ruta fue —en 2018— la más utilizada, tras el «Camino Francés», ya que un 21 % de los peregrinos llegaron por ella.
El «Camino Inglés» es una ruta que se inicia en la costa norte, concretamente en La Coruña y Ferrol. Se recuperó en 1999 y se estima que era la que seguían los peregrinos que llegaban a estos puertos por vía marítima desde la costa norte de Europa y de Inglaterra —de ahí su denominación—. Tiene una longitud de 96 km desde La Coruña y 110 km desde Ferrol. El ramal que parte de la primera llega a las cercanías del Mesón del Viento donde se une al que llega desde la segunda a través de Betanzos. Ya como un solo camino, prosigue por Órdenes y Sigüeiro hasta entrar en Compostela por el norte. En 2018 fue utilizada por un 4 % de los peregrinos.
El denominado «Camino de Invierno» fue desarrollado entre 2006 y 2010. Comienza en Ponferrada y se basa en una ruta alternativa que habría permitido a los peregrinos evitar el paso por El Cebrero en las épocas en que este se encontraba cubierto por la nieve. Mientras que el Camino Francés cruza el macizo Galaico-Leonés subiendo junto al río Valcarce, esta ruta utiliza el valle del Sil atravesar la montaña. Discurre cercana al río hasta San Clodio tras lo que entra en la comarca de Tierra de Lemos pasando por Monforte. Cruza el río Miño por el puente de Belesar para proseguir por Chantada y Rodeiro hasta llegar a Lalín donde se une al «Camino Sanabrés» para llegar a Compostela. Recorre un total de 260 km mientras que el Camino Francés desde Ponferrada tiene un trayecto de 204 km.
Desde Santiago parte hacia el oeste el «Camino de Finisterre» que, con un recorrido de 87 km, llega hasta el mar en Finisterre y Mugía. Fue recuperada en 1996 y representa el recorrido que hacían algunos peregrinos quienes, después de haber visitado la tumba del apóstol, visitaban la costa que se consideraba como «el fin del mundo».

### Rutas jacobeas en el norte

La Federación Española agrupa como Caminos del Norte a varias rutas que se unen con el «Camino Francés» desde el norte del mismo.

La Federación Española incluye dentro de este grupo a una serie de rutas jacobeas que desembocan en el «Camino Francés» llegando desde el norte del mismo. También engloba dentro de ellos a una ruta que parte de él (el «Camino del Salvador») y a otra con la que comparte los últimos km (el «Camino primitivo»).
El «Camino Primitivo» —señalizado en 1994— reconstruye el itinerario que conectaba el centro del reino asturiano con Compostela cuando se iniciaron las peregrinaciones y en un tiempo en que Astorga y Ponferrada no estaban controladas por él. Posteriormente fue usado quienes venían por el «Camino Francés» y se desviaban —por el actual «Camino del Salvador»—  para realizar la peregrinación a Oviedo. Parte de la capital asturiana hacia occidente y discurre por la montaña a través de Grado, Cornellana, Salas, Tineo, Porciles, el puerto del Palo, Berducedo y Grandas de Salime tras lo que entra en Galicia por Fonsagrada. Desde esta población, continúa por Castroverde y llega a Lugo, con diferencia, la población más importante que cruza en su recorrido. Prosigue, entonces por pequeñas aldeas para llegar a Mellid donde se une al «Camino Francés» con el que comparte el trazado en los 50 km que restan hasta Compostela. El trayecto total es de 313 km desde Oviedo y en él, los tramos de ascenso acumulan una subida de 7780 m mientras que los de descenso una bajada de 7740 m. En 2018 fue seguido por casi el 5 % de los peregrinos.
El mencionado «Camino de El Salvador» conecta Leon con la capital asturiana y permite realizar la peregrinación a Oviedo tal y como se hacía en la Edad Media. Parte del antiguo hospital de San Marcos —actualmente, parador de turismo— hacia el norte y asciende junto al curso del río Bernesga pasando por La Robla, La Pola de Gordón y Villamanín hasta llegar al puerto de Pajares. Desciende, entonces, por el estrecho valle del río homónimo hasta Campomanes, desde donde sigue el del río Lena para llegar a Mieres del Camino y posteriormente, por Olloniego, entrar en Oviedo por el sur. Finaliza en la catedral de la ciudad y tiene una distancia total de 116 km.
La denominada «Vía de Bayona» quedó señalizada en 2010 y con un recorrido de 283 km entre la ciudad francesa y Burgos, recupera una ruta muy utilizada durante la Edad Moderna como alternativa para entrar en la península. Parte, realmente, de Lesperon situada en el «Camino de Tours» y desde donde se dirige a Bayona. Entra en la península por Irún tras lo que, por Hernani, Villabona, Tolosa, Beasáin y el túnel de San Adrián, llega a la Llanada Alavesa, donde pasa por Vitoria. Bordea los montes de Vitoria por el río Zadorra y alcanza Miranda para cruzar el río Ebro. Entra, posteriormente, en la meseta Norte por el desfiladero de Pancorbo para seguir por Briviesca y Monasterio de Rodilla hasta finalizar en Burgos, donde enlaza con el «Camino Francés» a 481 km de Compostela. Este camino tiene una versión denominada «Camino Vasco del interior» que se diferencia en los últimos km donde cruza el Ebro en Haro y conecta con el «Camino Francés» en Santo Domingo de la Calzada.
El «Camino del Norte», también denominado «Camino de la Costa» tiene un recorrido de 828 km y fue señalizado en 1994. Comienza en Irún y discurre junto a la costa cantábrica a través de San Sebastián, Guernica, Bilbao, Portugalete, Castro Urdiales, Laredo, Santander, San Vicente de la Barquera, Villaviciosa, Gijón, Avilés, Luarca y Ribadeo. En esta localidad, se aleja del mar y se interna por el interior gallego a través de Mondoñedo, Villalba y Sobrado para desembocar en el «Camino Francés» en Arzúa. En 2018 fue utilizado por 19 000 peregrinos, el 6 % de los que llegaron a Santiago.
Aparte de estas cuatro rutas jacobeas históricas —que cuentan con descripciones mediales de su uso como itinerarios de peregrinación— se agrupan dentro de los Caminos del Norte otras tres más, derivadas de varios caminos que habrían utilizado los habitantes de la costa y los peregrinos que llegaban a los puertos cantábricos para cruzar la montaña y llegar a la meseta castellana donde discurría el Camino Francés. Estas son la «Ruta Vadiniense» —de 148 km— que enlaza San Vicente de la Barquera con Mansilla de las Mulas y dentro de la que se incluye el «Camino Lebaniego»; la «Calzada de los Blendios» —de 188 km— que une Suances con Carrión de los Condes así como el «Camino del Valle de Mena» —de 168 km— entre Bilbao y Burgos. Un trasfondo diferente tiene el denominado «Camino Olvidado» —de 509 km— un itinerario por las estribaciones sureñas de la cordillera Cantábrica que, basado en calzadas romanas secundarias y caminos medievales, enlaza Bilbao con Ponferrada y que, se estima, sería la ruta más lógica que pudieron haber seguido los peregrinos antes de desarrollarse el «Camino Francés».

### Caminos Catalanes

La Federación Española agrupa como Caminos Catalanes a varias rutas que transitan al norte del río Ebro además de la que discurre junto a él.

En este grupo se engloban las rutas jacobeas del este español al norte del río Ebro y la que discurre junto a él
El «Camino del Ebro» comienza en San Carlos de la Rápita (tras un previo recorrido por el delta) y discurre junto al río por Amposta, Tortosa y Cherta tras lo que se separa de él y continúa por Gandesa y Batea para llegar a Caspe donde retoma su curso. Prosigue por la Ribera Baja del Ebro, recibe a los caminos provenientes de Lérida y Castellón y llega a Zaragoza. Tras la capital aragonesa, avanza por Alagón, Gallur, Tudela, Alfaro, Calahorra, Alcanadre y Agoncillo hasta llegar a Logroño, donde se une al «Camino Francés» tras haber recorrido 452 km desde su inicio.
El «Camí catalá de sant Jaume» comienza en el monasterio de San Pedro de Roda. Desciende a Figueras y llega a Gerona tras lo que se interna en terreno montañoso y discurre por Anglés, Vich, Artés y Manresa hasta el monasterio de Montserrat, donde recibe a la ruta que llega desde Barcelona junto al río Llobregat. Prosigue por Igualada, entra en el valle del Ebro por Cervera y continúa por Tárrega, Mollerusa, Lérida, Fraga, Candasnos y Bujaraloz hasta cruzar el río en Pina de Ebro y conectar con la ruta principal que sigue hasta Logroño. Su recorrido es de 494 km desde la frontera y 313 kn desde Barcelona.
Una variante de la anterior ruta es el denominado «Camino de Santiago de Montserrat a San Juan de la Peña» que, con 316 km de recorrido, parte del citado monasterio y tras un tramo en común hasta Tárrega, continúa al pie del Pirineo por Balaguer, Alfarrás, Monzón y Huesca, se interna en la montaña para llegar al monasterio de San Juan de la Peña y conecta con la entrada aragonesa del «Camino Francés».

### Caminos del Este

La Federación Española agrupa como Caminos del Este a varias rutas que tienen su inicio en la costa valenciana.

Bajo esta denominación se agrupan cuatro caminos que tienen en común su inicio en la costa de Valencia. Ninguno de ellos conecta directamente con el «Camino Francés» sino que lo hacen a través de otras rutas jacobeas.
El «Camino de Castellón – Bajo Arajón» comienza en esta ciudad y en dirección norte se dirige a Benlloch donde gira al oeste, atraviesa Sierra Engarcerán y bordea por el este la comarca del Maestrazgo a través de Catí, Morella, Palanques, Aguaviva, Mas de las Matas, Alcorisa y Andorra. Prosigue, ya dentro del valle del Ebro, por Belchite y Mediana de Aragón hasta conectar con el «Camino del Ebro» en Fuentes, tras haber recorrido 280 km desde su inicio.
El «Camino de Sagunto», con 394 km, parte de Puerto de Sagunto en dirección a Burgos. Asciende junto al cauce del río Palancia por Soneja, Segorbe, Jérica y Viver. Continúa por las estribaciones orientales de la sierra de Javalambre y pasa por Barracas, Venta del Aire, Sarrion y La Puebla de Valverde para llegar a Teruel. Tras esta ciudad, pasa al valle del río Jiloca en el que discurre por Monreal, Calamocha, Daroca y Calatayud, donde cruza el río Jalón. Asciende, entonces, a la comarca de Campo de Gómara y por Cervera de la Cañada, Berdejo y Almenar de Soria llega a la conexión con el «Camino Castellano-Aragonés» poco antes de que este alcance Soria.
El «Camino de la Lana Valencia – Requena» Es una conexión que, con 204 km de recorrido, enlaza Valencia con el «Camino de la Lana» que discurre entre  Alicante y Burgos. Parte de la catedral de Valencia y transita por su área metropolitana hacia el oeste hasta alcanzar Loriguilla. Continúa por Cheste y Chiva para, después, bordear la sierra de la Cabrera por Buñol y seguir a través de Venta Quemada hasta Requena. Sigue en el valle del río Magro por Utiel y Las Casas. Bordea por el sur la sierra de la Bicuerca y prosigue por Fuenterrobles, Camporrobles y Mira. Se interna en terreno quebrado por Víllora y Cardenete hasta unirse al «Camino de la Lana» en Monteagudo de las Salinas.
El «Camino de Levante» parte, igualmente, de Valencia y con un recorrido de 800 km discurre por la Meseta Central hasta Zamora, donde se une al camino «Vía de la Plata». Comparte gran parte de su trazado con el «Camino del Sureste» que transita entre Alicante y Benavente. Comienza hacia el sur hasta Játiva y continúa por el valle del río Cañoles hasta Fuente la Higuera tras lo que entra en la Meseta Sur donde discurre por Almansa, Chinchilla, Albacete, La Roda, Minaya, Quintanar de la Orden, La Puebla de Almoradiel,  Villacañas, Mora, Toledo y Escalona. Atraviesa el sistema Central por Almorox, San Martín de Valdeiglesias, Cebreros y Tornadizos, tras lo que entra en la submeseta Norte por Ávila. Aquí se dirige hacia el Duero por Hernansancho, Arévalo, Medina del Campo y Castronuño para continuar junto a su cauce por Toro hasta Zamora.

### Caminos del Sureste

La Federación Española agrupa como Caminos del Sureste a varias rutas que comienzan en las provincias de Alicante y Murcia.

Las rutas jacobeas incluidas dentro de los «Caminos del Sureste» inician su recorrido en Alicante y la región de Murcia para conectar con el «Camino Francés» en Burgos o —de manera indirecta— en Astorga. Tienen un largo trayecto el cual, mayormente, discurre dentro de la meseta castellana.
El «Camino de la Lana» tiene un recorrido de 677 km entre Alicante y Burgos. Parte desde la ciudad portuaria hacia el este para entrar en el valle del Vinalopó por Monforte y proseguir, en él, a través de Petrel, Sax, y Villena. Continúa por Caudete y bordea por el este la sierra de La Oliva para entrar en la meseta por Almansa. Bordea la sierra de Mugrón y continúa por Alpera para entrar en La Manchuela. Dentro de esta comarca discurre por Alatoz, Alcalá del Júcar —donde cruza el río—, Casas Ibáñez, Villamalea, Graja de Iniesta y Campillo de Altobuey. Entra en la serranía de Cuenca en Paracuellos y sigue por Monteagudo, Fuentes, Cuenca —donde vuelve a cruzar el Júcar— Chillarón, Arcos de la Cantera y Bascuñana de San Pedro. Continúa dentro de la Alcarria por Torralba, Villaconejos, Salmerón, Viana de Mondéjar, Trillo —donde cruza el Tajo— Cifuentes, Mirabueno y Mandayona. La siguiente comarca que atraviesa es la serranía de Guadalajara en la que, siguiendo el río Dulce, llega a Sigüenza y continúa por Atienza, Miedes y Retortillo donde entra en la meseta Norte. Prosigue, entonces, por Tarancuena, Caracena, Fresno, San Esteban de Gormaz —donde cruza el Duero— Alcubilla, Santo Domingo de Silos, Covarrubias, Mecerreyes y Burgos, donde se une al «Camino Francés».
El «Camino del Sureste» es otra larga ruta que, con 751 km, conecta Alicante con Benavente y de ahí con el «Camino Francés» en Astorga. Comparte la mayoría de su trazado con el, anteriormente descrito, «Camino de Levante». Desde Alicante se dirige a Novelda y por el valle del Vinalopó, a Villena. Tras Caudete, entra en la meseta Sur, la cual atraviesa en un largo tramo a través de Montealegre, Pétrola, Albacete, La Roda, Minaya, El Provencio, Las Mesas, El Toboso, La Puebla de Almoradiel, Tembleque, Villanueva de Bogas, Almonacid, Toledo —donde cruza el Tajo— Novés, Quismondo y Escalona. Atraviesa el sistema Central por Cenicientos, Cadalso de los Vidrios y Cebreros tras lo que, por San Bartolomé, llega a Ávila. Dentro de la meseta Norte continúa por Hernansancho, Tinosillos, Arévalo, Ataquines, Medina del Campo, Tordesillas —donde cruza el Duero— Mota del Marqués, Villalpando y Benavente, donde se une a la «Vía de la Plata – Camino Mozárabe a Santiago» para llegar a Astorga.
El «Camino del Sureste Cartagena-Murcia» es una conexión a la anterior ruta que, con 218 km desde Cartagena, parte de esta ciudad y discurre por el campo de Cartagena, cruza la sierra de Carrascoy y llega a Murcia. Prosigue junto al río Segura por Alcantarilla, Molina de Segura, Archena, Blanca,  Abarán y Cieza donde abandona su cauce. Asciende, entonces, al Altiplano murciano y continúa por Jumilla y Fuente Álamo para conectar con el «Camino del Sureste» entre Montealegre del Castillo y Pétrola.
La «Ruta del Argar», de 411 km, parte de Lorca y por Zarcilla de Ramos, asciende a Caravaca de la Cruz. Desde esta localidad cruza la sierra de Segura a través de Moratalla, Socovos y Férez. Franquea el río Segura y prosigue en la sierra de Alcaraz por Elche de la Sierra, Molinicos, y Riopar para llegar a Alcaraz y entrar en La Mancha. En esta región natural discurre por Viveros, las lagunas de Ruidera, Tomelloso, Alameda de Cervera, Alcázar de San Juan, Villafranca de los Caballeros y Madridejos. Se interna, entonces, en las estribaciones orientales de los montes de Toledo para, por Manzaneque y Mora, llegar a Almonacid donde conecta con el «Camino del Sureste».

### Caminos Andaluces

La Federación Española agrupa como Caminos Andaluces a la «Vía de la Plata» —en su tramo entre Sevilla y Zamora— así como a varias conexiones a esta ruta que parten desde las capitales de Andalucía.

Las rutas jacobeas incluidas dentro de los «Caminos Andaluces» conectan las ocho capitales de Andalucía con la «Vía de la Plata» que, a su vez, se une al «Camino Francés» en Astorga. La principal de ellas es la mencionada «Vía de la Plata» que parte desde Sevilla y recorre el oeste de la meseta Central. Las demás son conexiones que se unen a aquella en varios puntos de su recorrido.
La «Vía de la Plata» tiene un recorrido de 567 km hasta Zamora y se señalizó en 1992. Parte de Sevilla en dirección norte para entrar en la serranía por Guillena. Atraviesa el sector occidental de Sierra Morena por Castilblanco de los Arroyos, Almadén de la Plata, El Real de la Jara, Monesterio y Fuente de Cantos. Ya en el valle del Guadiana, continúa por Fuente de Cantos, Zafra, Villafranca de los Barros, Almendralejo, Merida —donde cruza el río— y Aljucén. Entra en el valle del Tajo por Alcuéscar y continúa por Casas de Don Antonio, Cáceres y Casar hasta llegar al embalse de Alcántara donde cruza el río. Prosigue a través de Cañaveral, Galisteo, Carcaboso y Aldeanueva del Camino tras lo que cruza la sierra de Béjar por Baños de Montemayor, Cantagallo y La Calzada de Béjar. Ya en el valle del Duero, discurre por Valdelacasa, Frades de la Sierra, Morille, Salamanca —donde cruza el río Tormes— Calzada de Valdunciel, Corrales, Zamora —donde atraviesa el Duero— y continúa en el tramo «Vía de la Plata de Zamora a Astorga» que se incluye dentro de los «Caminos del Centro».
Los «Caminos Mozárabes» enlazan las capitales de Andalucía oriental con Córdoba y de ahí con la «Vía de la Plata» a la altura de Mérida. El «Camino Mozárabe de Almería», con 199 km une esta ciudad con Granada. Discurre junto al río Andarax por Huércal y Gádor hasta Alhabia desde donde bordea Sierra Nevada siguiendo al río Nacimiento por Alboloduy, Nacimiento y Ocaña hasta Fiñana. Prosigue en el valle entre Sierra Nevada y la Sierra de Baza hasta Guadix tras lo que, por La Peza y Quéntar llega a Granada. La ruta continúa ya por el «Camino mozárabe de Granada», de 103 km y que, por Pinos Puente, Moclín, Alcalá la Real, Alcaudete —donde recibe al «Camino Mozárabe de Jaén», que viene de esta ciudad tras recorrer 43 km— llega a Baena. En esta población se une al «Camino Mozárabe de Málaga» que, con 221 km, une esta ciudad con Granada. Este comienza en Málaga, cruza los montes de Málaga por Almogía y Villanueva de la Concepción y llega a Antequera. Prosigue por Villanueva de Algaidas, Cuevas Bajas, Encinas Reales, Lucena, Cabra y Doña Mencia hasta Baena. Desde esta localidad sigue por Castro del Río hasta llegar a Córdoba. El «Camino Mozárabe de Córdoba», por su parte, es la continuación de este grupo hasta enlazar en Mérida con la mencionada «Vía de la plata». Tiene 248 km y parte de la capital hacia el norte para cruzar Sierra Morena por Cerro Muriano, El Vacar, Villaharta y por el  puerto Calatraveño, entrar en el valle de Los Pedroches donde continúa por Villanueva del Duque e Hinojosa del Duque. Entra en el valle del Guadiana por Monterrubio de la Serena y prosigue a través de Castuera, Campanario, Don Benito, Medellín, San Pedro y Valverde para alcanzar Mérida.
Existen otras dos rutas más para concectar con la «Vía de la Plata». Una es la «Vía Augusta desde Cádiz» que recorre 171 km para unir esta ciudad con Sevilla y discurre por San Fernando, El Puerto de Santa María, Jerez de la Frontera, Lebrija, Las Cabezas de San Juan y Alcalá de Guadaira. La otra se denomina «Camino Sur de Huelva», tiene 186 km y parte de esta ciudad hacia el norte por Trigueros y Valverde del Camino para cruzar la sierra de Aracena por Zalamea la Real, Campofrío, Aracena, Fuentes de León y Valencia del Ventoso tras lo que llega a Zafra donde se une a la «Vía de la Plata».

### Caminos del Centro

La Federación Española agrupa como Caminos del Centro a la «Vía de la Plata» —en su tramo entre Zamora y Astorga— así como a varias rutas que discurren por la meseta Central.

Los «Caminos del Centro» discurren entera o parcialmente dentro de la meseta Central. Conectan directa o indirectamente con el «Camino Francés» salvo uno de ellos que llega directamente a Compostela.
La «Vía de la Plata de Zamora a Astorga» tiene 133 km y es la continuación de la ruta, indicada anteriormente, que llega desde Sevilla hasta Zamora. Parte hacia el norte, cercana al curso del río Esla por Montamarta, Granja de Moreruela, Villaveza del Agua y Benavente, desde donde continúa junto al del Órbigo por Pobladura del Valle, Pozuelo del Páramo y La Bañeza. Desde aquí, por Riego de la Vega llega finalmente a Astorga donde conecta con el «Camino Francés».
El «Camino Mozárabe sanabrés», con 412 km, supone una alternativa para llegar directamente a Compostela. Comienza en la citada Zamora y comparte trazado con la «Vía de la Plata» hasta Granja de Moreruela donde gira al oeste y por Tábara, Camarzana de Tera y Puebla de Sanabria llega a Requejo. Sigue cruzando la montaña por Lubián, La Gudiña, Laza y Villar de Barrio. Prosigue dentro del valle del Miño por Junquera de Ambia y cruza el río en Orense para, a través de Cea, El Castro, Lalín y Silleda, llegar a Compostela.
El «Camino de Madrid», de 324 km, conecta la capital española con Sahagún. Sale hacia el norte por la plaza de Castilla y discurre por Tres Cantos, Colmenar Viejo, Manzanares el Real y Cercedilla. Inicia, entonces, el cruce de la sierra de Guadarrama ascendiendo por el valle de la Fuenfría hasta alcanzar el puerto homónimo tras lo que desciende para llegar a Segovia. Continúa en la meseta Norte por Santa María la Real de Nieva, Coca, Alcazarén, Simancas, Peñaflor de Hornija, Medina de Rioseco, Villalón de Campos, Grajal de Campos y llega a Sahagún donde conecta con el «Camino Francés».
El «Camino Castellano-Aragonés en Soria», es una conexión de 230 km que une el «Camino del Ebro» a altura de Gallur con el «Camino de la Lana» en Mamolar. Parte de la primera población y por Borja, se dirige hacia la sierra del Moncayo que bordea por el norte a través de Tarazona y Agreda para llegar a Soria. Continúa por Cidones, Abejar y San Leonardo de Yagüe hasta Mamolar desde donde continúa por el «Camino de la Lana» hasta Burgos.
El «Camino Manchego de Ciudad Real a Toledo», con 136 km, recupera parte del antiguo trazado del camino que llegaba desde Córdoba. Comienza en Ciudad Real y se dirige en dirección norte por Fernán Caballero hasta llegar a Malagón donde inicia el cruce de los montes de Toledo que realiza por Fuente el Fresno y Urda debido a la falta de servicios en el trayecto original hasta Los Yébenes. Continúa por Orgaz, Sonseca y Ajofrín para llegar a Toledo donde se une al «Camino de Levante».

## Francia
Las rutas jacobeas en Francia están estructuradas en torno a cinco itinerarios principales. Cuatro de ellos se unen en San Juan Pie de Puerto para abordar el cruce de los Pirineos mientras que el otro lo hace a través de Oloron. En estos itinerarios desembocan, a su vez, un buen número de caminos secundarios que llegan desde diversos puntos de Francia y de los países limítrofes.

### Ruta de París

En Francia existen cinco Caminos de Santiago principales. Sobre el que llega de París convergen varias rutas procedentes de la costa atlántica y de Bélgica. A su vez, parten dos que permiten la entrada en España por Irún.

La «Voie de Tours» o «Via Turonensis» comienza en la torre de Santiago de París y se dirige hacia Tours a través de dos rutas alternativas: bien por Chartres o por Orleans. La primera es la más occidental y pasa por Vauhallan, Rambouillet, Chartres, Châteaudun, Vendôme y Château-Renault. La segunda lo hace por Étampes y Orleans donde llega al Loira junto al que continúa a través de Beaugency, Blois —donde cruza del río— y Amboise. Desde Tours prosigue hacia el estuario de la Gironda por Châtellerault, Poitiers, Lusignan, Melle, Saint-Jean-d'Angély, Saintes, Pons y Blaye. Para llegar a Burdeos, cruza el estuario mediante un transbordador, o bien, lo bordea por Saint-André-de-Cubzac donde atraviesa el río Dordoña. Tras Burdeos, sigue a través de las Landas por Le Muret, Labouheyre y Lesperon para, finalmente, llegar al Pirineo por Dax, Sorde, Ostabat y San Juan. El recorrido total del camino son 993 km por Chartres o 945 km por Orleans y a lo largo de su trayecto conectan con él los siguientes caminos secundarios:
a) El «Camino de Clisson a Royan», de 242 km, que parte de la primera población y por Les Herbiers, Chantonnay, Fontenay-le-Comte y Surgères, llega a Saintes tras lo que se dirige a Royan, situada en el estuario. También tiene un recorrido alternativo que comienza en La Rochelle y llega a Royan sin pasar por Saintes. A la citada Clisson llegan, a su vez, varios caminos procedentes de Bretaña: el «Camino de Saint Mathieu a Clisson», de 533 km; el «Camino de Locquirec a Clisson» de 511 km; la «Vía de la abadía de Beauport» de 406 km y la «Voie des Capitales» de 296 km.
b) Saint-Jean-d'Angély es el lugar donde se une la «Vía de los Plantagenets», de 556 km, que llega desde el Monte Saint-Michel por Vitré, Ombrée-d'Anjou, Angers, Thouars y Niort. A su vez, el Monte St. Michel es el destino del «Camino del Monte Saint-Michel» que discurre por la península de Cotentin.
c) Tours es el destino del «Grand Chemin Montois» que, con 232 km, llega desde Monte Saint-Michel pasando por Saint-James, Mayenne y Le Mans. A esta última ciudad llega, igualmente, el «Camino Ouistreham-Caen-Le Mans» que, con 353 km, se inicia en la costa y comparte el último tramo con el camino anterior.
d) En Chartres se une el «Camino de Ruán a Chartres», de 154 km que pasa por Évreux y Dreux. Esta ruta tiene, a su vez, una extensión denominada «Camino de Dieppe a Ruán» que, con 84 km, permite el acceso desde la costera Dieppe.
e) El «Camino de Tournai a París» es la conexión para los caminos belgas occidentales que llegan desde Brujas y Gante. Parte de la belga Tournai y con un recorrido de 288 km, pasa por Cambrai, San Quintín, Compiègne y Senlis. En la citada San Quintín se le une otra conexión de los caminos belgas: la «Via Gallia Belgica» en la que confluyen los caminos provenientes de Amberes y la abadía de Postel.
f) El «Camino de Reims a París», de 211 km, además de conectar esta histórica ciudad, es la vía de acceso a París para el camino belga desde Lieja sobre el que desembocan los caminos alemanes que llegan a Aquisgrán.
g) Aparte de los anteriores, existen dos caminos que parten del Camino de París con el objetivo de acceder a España por Irún, en lugar de Roncesvalles. Estos son la «Vía litoral de Royan a Irún», de 410 km y el «Camino costero de Lesperon a Bayona» de 91 km.

### Ruta de Vézelay

El Camino de Vézelay discurre por el centro de Francia y pasa por las estribaciones noroccidentales del Macizo Central.

La «Voie de Vézelay» también denominada «Via Vezeliensis» y «Via Lemovicensis» comienza en la basílica de Santa María Magdalena en Vézelay. Tiene dos alternativas en su primer tercio de recorrido: la primera discurre por La Charité, Bourges, Châteauroux y Argenton mientras que la segunda, más al sur, pasa por Nevers, Saint-Amand-Montrond y Neuvy-Saint-Sépulchre. Una vez cruzado el río Creuse, prosigue hacia el sur por las estribaciones del Macizo Central y a través de La Souterraine y Bénévent-l'Abbaye llega a Limoges, la principal ciudad que atraviesa en su recorrido. Continúa, entonces, por Châlus, La Coquille, Thiviers, Périgueux, Bergerac —donde cruza el río Dordoña— y La Reole —donde lo hace con el Garona—. Tras esta localidad, se dirige al Pirineo por un tramo en el que pasa por Bazas, Roquefort, Mont-de-Marsan,Orthez, Ostabat y San Juan Pie de Puerto. Su recorrido total es de 886 km por Bourges o de 966 km por Nevers. A su vez, en Vézelay confluyen varios caminos que proceden del noreste francés:
a) La «Voie de Paris - Vézelay», de 252 km, que permite utilizar la «Via Lemovicensis» comenzando en la capital francesa. A grandes rasgos, sigue el curso del río Sena y de su afluente el Yonne a través de Fontainebleau, Sens y Auxerre.
b) El camino «Via Campaniensis», con 397 km, procede la frontera con Bélgica y recorre la Champaña por Rocroi, Signy-l'Abbaye, Reims, Épernay, Sézanne, Troyes y Chablis.
c) Una variante del anterior es el «Camino de Rocroi a Vézelay», de 537 km, cuyo trazado a partir de Reims discurre más hacia el este por Chalons-en-Champagne, Vitry-le-François, Brienne-le-Château y Bar-sur-Seine. Este y el anterior camino tienen la peculiaridad que, sobre ellos, confluyen los caminos belgas que vienen por Lovaina y Lieja.
d) El «Camino de Gy a Vézelay», de 210 km proviene del Franco Condado y atraviesa el valle del alto Saona por Gray. Ya en la Champaña, prosigue por Til-Châtel, Semur-en-Auxois, Cussy-les-Forges y Avallon.

### Ruta de Le-Puy-en-Velay

El Camino de Le Puy comienza en pleno Macizo Central. Es el más transitado dentro de Francia y sobre él confluyen los caminos que vienen de Alemania y Suiza.

La «Voie du Puy-en-Velay», también denominada «Via Podiensis», fue el primer Camino de Santiago que se recuperó en Francia —en la década de 1970— y para 2018 era el más transitado y el que contaba con mejor equipamiento de albergues. Discurre, como la anterior, por el centro del país. Se inicia en pleno Macizo Central —en la catedral de Nuestra Señora de Puy— y se dirige al este, hacia el río Allier que cruza en Monistrol. Asciende a la meseta de Aubrac por Saugues y la cruza por Aumont-Aubrac para descender a Espalion junto al río Lot. Continúa por Golinhac, Espeyrac, Conques, Decazeville y Livinhac-le-Haut hasta Figeac donde parte un desvío que permite el tránsito por Rocamadour. Prosigue por Limogne-en-Quercy, Bach y Cahors para entrar en el valle del Garona que atraviesa por Moissac, Auvillar —donde cruza el río— Lectoure, Montréal y Eauze. Se dirige, entonces, hacia el Pirineo por Aire-sur-l'Adour, Arzacq, Arthez-de-Bearn, Navarrenx y Ostabat. El camino tiene un recorrido de 742 km y sobre él confluyen un buen número de secundarios entre los que destacan los relacionados con la peregrinación al santuario de Rocamadour:
a) El «Camino de Tréveris a La Puy» es, con 848 km, el más largo de ellos. Comienza en la ciudad alemana de Tréveris donde, a su vez, conluyen varios caminos alemanes que proceden del Rin a la altura de Colonia, Bonn, Andernach o Maguncia. Entra en Francia por la localidad luxemburgesa de  Schengen y continúa por Metz, Toul, Neufchâteau, Langres, Dijon, Cluny, Charlieu, Montbrison y Retournac hasta llegar a Le Puy. En su trayecto, se le unen otros caminos que también proceden del valle del Rin y sobre los que desembocan caminos alemanes: el «Camino de Hornbach a Metz», de 217 km, llega desde Horbach y recibe al alemán que viene desde Espira; el «Camino de Bergzabern a Beaune», de 538 km, que, tras recibir a los alemanes de Espira, Ettlingen y Friburgo de Brisgovia, proviene del valle del Rin a través de Wissembourg, Estrasburgo y Belfort para continuar por Gy hasta Beaune; finalmente la pequeña «Voie Basel – Hericourttin», de 87 km, conecta la ciudad suiza de Basilea con Héricourt.
b) El «Camino de Vézelay a Le Puy», de 439 km permite la peregrinación desde la primera población y a través de la segunda. Discurre por Anost, Gueugnon, Paray-le-Monial, Marcigny, Montbrison y Retournac.
c) La «Via Gennebensis», de 349 km es la continuación de los caminos suizos que se unen para salir del país por Lausana y Ginebra. Transita por Saint-Genix-sur-Guiers, cruza el río Ródano junto a Saint-Maurice-l'Exil y sigue por Bourg-Argental, Montfaucon-en-Velay, Tence y Saint-Julien-Chapteuil hasta Le Puy.
d) Un grupo especial de caminos son los que tienen como eje central la localidad de Rocamadour. Estos son el «Camino de Sancoins a Clermont-Ferrand» de 199 km y su continuación la «Via Arverna», de 528 km, entre Clermont-Ferrand y Cahors; la «Voie de Rocamadour en Limousin», de 545 km, entre Bénévent-l'Abbaye y La Romieu; la «Voie Bergerac – Rocamadour» de 167 km así como los pequeños «Voie de Rocamadour – Cahors» de 69 km,  «Voie Figeac – Rocamadour» de 57 km, «Camino de Béduer a Bouziès» de 55 km y «Camino del valle del Célé» de 55 km.
e) El «Camino de Bergerac a Montréal du Gers» con 182 km une el Camino de Vézelay a la altura de Bergerac con el de Le Puy en Montréal a través de Castillonnès, Cancon, Castelmoron-sur-Lot, Aiguillon, Port-Sainte-Marie —donde cruza el Garona— Lavardac y Mézin.

### Ruta de Arlés

El Camino de Arlés comienza en el delta del Ródano y transita por el Mediodía francés a través de Tolosa. Es en el que desembocan los caminos que llegan de Italia.

La «Voie d'Arles», también denominada «ruta de Saint-Guilles», «Via Arelatensis» o «Via Tolosana» tiene su inicio en el delta del Ródano, concretamente en la ciudad de Arlés. Parte hacia el oeste y cruza el Pequeño Ródano en Saint-Gilles. Continúa hasta Montpellier tras lo que inicia el cruce de las estribaciones sureñas del Macizo Central por Lodève, Saint-Gervais-sur-Mare, La Salvetat-sur-Agout, Anglès, Boissezon y Castres. Continúa por Revel, Villefranche-de-Lauragais y Baziège hasta llegar a Tolosa donde cruza el río Garona. Prosigue, entonces, hacia el Pirineo por L'Isle-Jourdain, Gimont, Auch —donde atraviesa el Gers— Marciac, Maubourguet, Pau y Olorón. Para atravesar la montaña asciende a Somport aunque también tiene la posibilidad de continuar hasta San Juan Pie de Puerto y hacerlo por Roncesvalles. El recorrido total del camino entre Arlés y Somport es de 785 km y en su trazado desembocan los siguientes caminos:
a) La  «Via Domitia», de 426 km comienza en el paso alpino del Montgenevro donde, a su vez, llega el camino italiano que procede de Vercelli. Baja la montaña por Brianzón, L'Argentiere-la-Bessée, Châteauroux-les-Alpes, Embrun, Savines-le-Lac, Sisteron, Forcalquier y Apt hasta llegar a Cavaillon. Tras cruzar el río Durance, continúa por Orgon, Saint-Rémy-de-Provence y Fontvieille para llegar a Arlés.
b) La  «Via Aurelia», de 385 km, es la otra ruta que procede de la frontera con Italia y sobre la que continúa el camino italiano que llega desde Génova. Comienza en Menton y discurre por Roquebrune-Cap-Martin, Drap, Carros, Vence, Mouans-Sartoux, Fréjus, Lorgues, Saint-Maximin-la-Sainte-Baume, Aix-en-Provence, Salon-de-Provence y Fontvieille donde se une a la anterior «Via Domitia».
c) El «Chemin de Régordane», de 240 km, parte de Le Puy y representa el último tramo de un largo itinerario que llega desde París. Desciende del Macizo Central por Costaros, Landos, Langogne, La Bastide-Puylaurent, Villefort y Génolhac hasta Alès, desde donde continúa a través de Moussac, Sainte-Anastasie y Nimes para conectar con el camino principal en Saint-Gilles.
d) El «Camino de Firmi a Tolosa», de 203 km, parte también del camino de Le Puy poco antes de llegar a Decazeville. Transita por Firmi, Aubin, Villefranche-de-Rouergue, Monteils, Laguépie, Cordes-sur-Ciel, Gaillac, Saint-Sulpice-la-Pointe y Montastruc-la-Conseillere para conectar con el camino principal en Tolosa.

### Camino del Piemonte

El Camino de Piemonte parte de Montpellier y discurre al pie del Pirineo. Pasa por el santuario de Lourdes, uno de los destinos más visitados por los peregrinos cristianos.

La «Voie des Piémonts», comienza en Montpellier y representa una alternativa para los que vienen desde Arlés. Tiene la peculiaridad de que permite llegar al santuario de Lourdes, uno de los destinos de peregrinación más populares del cristianismo en la actualidad. En lugar de atravesar las estribaciones sureñas del Macizo Central como hace el Camino de Arlés, las bordea por el sur. Desde su inicio, se dirige cercano a la costa por Fabrègues, Balaruc-le-Vieux, Loupian y Saint-Thibéry hasta Béziers. Continúa por Capestang y atraviesa el valle del río Aude por Olonzac hasta Carcasona. Se dirige, entonces, hacia Pamiers y continúa por la falda norte de los Pirineos a través de Saint-Girons, Juzet-d'Izaut, Saint-Bertrand-de-Comminges, Nestier, Bagnères-de-Bigorre, Lourdes, Arudy y Olorón. En esta población se une al Camino de Arlés y tiene dos alternativas para cruzar la montaña, bien continuando por Mauléon hasta San Juan Pie de Puerto o bien, ascendiendo al paso de Somport. El recorrido del itinerario hasta San Juan es de 674 km y los siguientes caminos secundarios conectan en él:
a) El pequeño «Chemin de Fontcaude», de 56 km, conecta las localidades de Saint-Gervais-sur-Mare, en el Camino de Arlés con Capestang. Debe su nombre a la abadía de Santa María de Fontcaude situada en Cazedarnes y discurre por Le Poujol-sur-Orb, Cessenon-sur-Orb, la citada Cazedarnes y Puisserguier.
b) La «Voie de Garonne Toulouse – St. Godens», de 129 km, discurre junto al curso del río Garona por Muret, Carbonne, Cazères y Saint-Gaudens hasta llegar a Saint-Bertrand-de-Comminges.
c)  El «Camino de Maubourguet a Lourdes», de 63 km permite a quienes vienen por el Camino de Arlés desviarse para realizar la peregrinación a Lourdes y continuar después por el Camino del Piemonte. Discurre por Saint-Lezer, Ibos y Bartrès.
d) La «Voie Arudy», de 52 km, representa una alternativa para ascender al puerto de Somport en lugar de hacerlo desde Olorón. Transita por el valle de Ossau a través de Louvie-Juzon, Aste y Laruns para luego llegar a Somport junto al curso del arroyo Gave de Bious.

## Caminos portugueses

Portugal es recorrida por varios caminos que discurren, principalmente, de sur a norte para entrar en España por La Guardia, Tuy y Verín.

Las rutas jacobeas que cubren Portugal discurren hacia el norte para entrar en España por La Guardia, Tuy o Verín.
El «Camino Central entre Lisboa y Tuy», de 489 km, parte de la capital y se dirige al norte por Santarem siguiendo el curso del río Tajo hasta Entroncamento. Después, continúa por las estribaciones occidentales de la sierra de la Estrella hasta Coímbra donde cruza el río Mondego y prosigue por Mealhada, Águeda, Albergaria-a-Velha y São João da Madeira hasta Oporto. Desde esta ciudad sigue hacia el norte por Rates, Barcelos y Ponte de Lima hasta Tuy. En su inicio, converge en él la «Rota Vicentina», de 294 km, que viene desde el cabo San Vicente cercana a la costa por  Odeceixe, Zambujeira do Mar, Vila Nova de Milfontes, Santiago do Cacém, y Setúbal. A su vez, el «Camino Central Faro - Almodôvar», de 298 km, y que proviene de Faro a través de Almodôvar, Castro Verde y Aljustrel, se une a la anterior en las citadas Santiago do Cacém y Setúbal. Como alternativa para ir desde Lisboa a Oporto, existe el «Trilho das Aréas», de 411 km, que discurre por la costa en lugar de por el interior. Ya en Oporto, se puede continuar junto al mar por el «Camino portugués de la costa», de 135 km, que entra en Galicia por La Guardia.
El «Camino Tavira - Quintanilha», de 832 km, recorre la parte oriental del país. Tras comenzar en la costa sur, discurre cercano al río Guadiana hasta el embalse de Alqueva donde lo abandona y continúa hasta Évora. Prosigue por Estremoz y Portalegre, cruza el Tajo en Vila Velha de Ródão y continúa por Castelo Branco, Fundão, Guarda, Almeida hasta Barca de Alba donde cruza el Duero. Prosigue por el parque natural del Duero Internacional y tras Sendim gira hacia el oeste hasta Quintanilha donde se une al «Camino Portugués de la Vía de la Plata», de 234 km, que conecta Zamora por Braganza con Verín y Laza.
Otros caminos dentro de Portugal son: el «Camino de Lagos a Évora», de 243 km; el «Camino de Castro Verde a Portel», de 81 km; el «Camino de Castelo Branco a Coimbra», de 186 km; el «Camino de Tondela a Alberguaria la Velha», de 77 km; el «Camino de Coimbra a Farminhao», de 90 km y su continuación hasta España por el «Camino Portugués interior a Santiago», de 242 km, que entra por Verín; el «Camino Torres», de 238 km, entre Almeida y Braga así como el «Camino Portugués Oporto-Braga-Ponte de Lima», de 110 km, que representa una alternativa al trayecto entre Oporto y Tuy.

## Caminos en Europa Central

Europa Central es recorrida por una importante red de caminos que se dirigen hacia Francia y que, a su vez, están unidos por varias rutas que discurren de norte a sur.

En Europa Central existe una vasta red de caminos marcados y descritos por las asociaciones jacobeas. El área principal es Alemania en donde discurren hacia el oeste, para unirse a los caminos franceses. En el país germano hay catalogados cerca de cincuenta con diferente longitud que va desde los 87 km del que une Núremberg con Rothenburg a los 780 km de la «Vía Báltica» que enlaza Świnoujście con Osnabrück. Estos caminos se pueden agrupar en función de los lugares donde entran en Francia para acabar enlazando con alguna de las rutas principales galas.
El grupo más norteño son los que, tras cruzar el Rin por Düsseldorf y Colonia, se dirigen a Aquisgrán y continúan, posteriormente, hacia Reims y París. Se engloban dentro de él la citada «Vía Báltica» que llega desde la frontera con Polonia donde, a su vez, recibe a otra ruta que viene por la costa del mar Báltico. Este itinerario pasa por las ciudades de Rostock, Lubeca, Hamburgo y Bremen. En Harsefeld se le une la «Vía Jutlándica» que llega desde Flensburgo tras recibir a los que recorren Dinamarca. Otros caminos dentro de este grupo son los que parten de Minden, Höxter y Eisenach.
Más central es el grupo de caminos que se dirigen hacia Tréveris para continuar por Metz hasta Vézelay. Unos parten de la frontera polaca en Szczecin, Fráncfort del Óder o Görlitz tras lo que se unen en Leipzig para continuar por Freyburg, Erfurt, Eisenach, Fulda, Fráncfort y Bingen, donde se cruza el Rin. Otros caminos con el mismo destino son los que parten de Colonia, Bonn, Andernach, Marburgo y Fulda. Aparte está el que llega desde Rothenburg, cruza el Rin por Espira y se une en Metz.
Al sur del grupo anterior, discurren los caminos que se unen para entrar en Francia por Héricourt y continúan por Gy hasta Vézelay o Le Puy. Dos de ellos parten del este alemán en Bautzen y en la intersección de Leipzig. Se unen, posteriormente, en Núremberg con el que viene de Praga y el que baja desde Rostock. La ruta continúa por Rotemburgo y Friburgo para llegar al alto Rin que cruza en Breisach o Fessenheim. Junto al río se le unen dos rutas más que llegan por ambas orillas desde Espira y Karlsruhe. Prosigue por la brecha de Belfort y en Héricourt recibe a un camino que proviene desde Constanza por Escafusa y Basilea. Una vez en Gy, puede continuar hasta Vézelay o dirigirse al sur para llegar a Le Puy.
El grupo más sureño lo representan los caminos que convergen para llegar a Ginebra. Varios de ellos atraviesan la república Checa partiendo de Görlitz, Broumov y Brno para entrar en Alemania por Eschlkam o Passau. Ya en este país, los caminos permiten conectar con la suiza Einsiedeln a ciudades como Rotemburgo, Ulm, Constanza, Oettingen, Núremberg, Augsburgo, Donauworth, Ratisbona o Munich. Además, también llega a esa ciudad el camino austriaco que, tras partir de Viena, discurre por Linz, Salzburgo, Breitenbach, Innsbruck y Bludenz. Desde Einsiedeln, el camino prosigue por las estribaciones norteñas de los Alpes hasta Lausana por un trayecto en el que se le unen otras rutas que vienen de Friburgo, Basilea y Berna. Pasado Lausana, discurre a la orilla del lago Lemán hasta Ginebra tras lo que entra en Francia para continuar con destino a Le Puy.
Aparte de las estas rutas que discurren hacia el oeste, existen también varios caminos que recorren el país de norte a sur conectando las anteriores: el que discurre junto al Rin desde la holandesa Nimega hasta Espira; el que transita por el centro entre Lubeca y Ulm así como uno más oriental que baja desde Rostock hasta el importante cruce de Núremberg.
También corresponden a esta área geográfica los caminos holandeses que discurren hacia el sur para continuar por los de Bélgica; los caminos de Polonia y la República Checa que lo hacen hacia el este para unirse a los alemanes así como los de Eslovaquia y Hungría que se dirigen a Viena para continuar por el camino austriaco que llega a Einsiedeln.

## Caminos en Italia

Los caminos italianos se van uniendo para entrar en Francia por dos lugares: el paso alpino de Montginevro y la localidad costera de Menton.

Los caminos que discurren por Italia tienen la peculiaridad de que gran parte de ellos también son usados para la peregrinación a Roma y Asís. Hay catalogados cerca de treinta caminos que pueden ser descritos en varios grupos:
Por la isla de Sicilia y el sur de la península transitan una serie de rutas que van convergiendo para llegar finalmente a Roma. Las sicilianas se unen en Mesina para cruzar a Regio y continuar como una sola hasta Nápoles y Santa Maria Capua Vetere donde se le une el camino que llega desde la costa adriática por Brindisi, Bari y Troia. La ruta continúa por Formia y Velletri —donde se le une otra que viene desde la citada Troia por Cassino— y llega a Roma por el sur.
Otro grupo de caminos lo forman aquellos que se dirigen a Asís que es un destino de peregrinación en sí mismo. Estos parten de Roma, Siena, Forli, Fano, Loreto y Ascoli.
Un camino con personalidad propia lo representa la «Vía Francígena», entre Vercelli y Roma, ya que es muy utilizado como vía romea para llegar desde los Alpes occidentales a la ciudad de San Pedro. En sentido contrario permite a los peregrinos jacobeos dirigirse a través de la Toscana hacia el valle del Po y posteriormente, continuar desde Vercelli hacia el paso alpino del Montginevro para entrar en Francia.
Antes de cruzar los Apeninos, la citada «Vía Francígena» pasa por la costera Sarzana desde donde parte una ruta junto al mar que, por Génova, llega hasta Francia donde entra por Menton. A esta ruta se puede acceder, también, por un camino que parte de Pavía y Plasencia.
El valle del Po es atravesado por varios itinerarios que confluyen, igualmente, en Mortara para continuar por Vercelli y Turín hasta los Alpes. Parten de diferentes áreas geográficas: Rímini en la costa adriática; la zona cercana a Venecia; la frontera con Eslovenia —donde reciben a los caminos que provienen de este país y de Croacia— y de la localidad alpina de Bolzano, donde llegan caminos austriacos procedentes de Innsbruck y Lienz.
La costa adriática es recorrida, a su vez, por un largo itinerario que pasa por las poblaciones de Barletta, Vasto, Pescara, San Benedetto del Tronto, Ancona, Fano, Rímini, Rávena y Venecia hasta llegar a la frontera con Eslovenia.
Existen también dos caminos que atraviesan los Apeninos y comunican las ciudades de Módena y Bolonia —en la vertiente norte de la cordillera— con Altopascio y Siena, situadas al sur. Pasan por Pistoia y Florencia y son una alternativa para enlazar la «Vía Francígena» con los caminos del valle del Po.
La isla de Cerdeña también cuenta con una red de caminos que la atraviesan y permiten llegar desde diferentes localidades de la isla hasta los puertos de Porto Torres y Cagliari donde parten ferris hacia el continente.

## Herramientas geográficas utilizadas en el artículo
- Instituto Geográfico Nacional de España. Mapa Topográfico Nacional [mapa], edición Visor SignA, 1:25 000 y 1:200 000.  (2018)   Consultado el 3 de marzo. Archivado el 6 de marzo de 2019 en Wayback Machine.
- Institut National de l’Information Géographique et Forestiére. Carte IGN [mapa], edición Visor Géoportail.  (2018)   Consultado el 3 de marzo.
- Universidad de Lund. Digital Atlas of the Roman Empire [mapa].  (2018)   Consultado el 3 de marzo.
- René Voorburg. Omnes Viae [mapa].  (2018)   Consultado el 3 de marzo.
- Outdooractive GmbH & Co. KG. Outdooractive [mapa].  (2018)   Consultado el 3 de marzo.